# جيمي جانسون
جيمي جانسون (بالسويدية: Jimmy Jansson)‏ هو موسيقي ومغني سويدي، ولد في 17 سبتمبر 1985 في هاغفورس في السويد.

## وصلات خارجية
- الموقع الرسمي
- جيمي جانسون على موقع IMDb (الإنجليزية)
- جيمي جانسون على موقع ميوزك برينز (الإنجليزية)
- جيمي جانسون على موقع قاعدة بيانات الأفلام السويدية (السويدية)
- جيمي جانسون على موقع أول ميوزيك (الإنجليزية)
- جيمي جانسون على موقع ديسكوغز (الإنجليزية)